# Hanne Sommer
Hanne Kragh Sommer f. Nielsen (23. december 1939 i Hillerød – 21. september 2002) var blandt de første tv-speakerpiger i Danmark.
Hanne Sommer blev i fjernsynets barndom for alvor kendt i Danmark som en af de første såkaldte speakerpiger i Danmarks Radios tv. Forinden havde hun læst dansk og fransk på Københavns Universitet.
Da speakerpigerne på tv blev afskaffet i september 1971, tog Hanne Sommer fat på radioen igen.
Hanne Sommer har også medvirket i spillefilmene Don Olsen kommer til byen (1964) og Det var en lørdag aften (1968).
Hun er begravet på Lundeborg Kirkegård i Gudme på Fyn.

## Ekstern henvisning
- Hanne Sommer på Internet Movie Database (engelsk)
- Hanne Sommer på Filmdatabasen
- Hanne Sommer på danskefilm.dk
- Hanne Sommer på danskfilmogtv.dk
- Hanne Sommer på The Movie Database (engelsk)